# Љубомир Дуканац
Љубомир Дуканац (Београд, 29. новембар 1910 — Београд, 5. април 1949) био је српски правник и економиста.
На Правном факултету у Београду дипломирао је 1932, а 1938. изабран за доцента на катедри економских наука.
Као истакнути теоретичар, учествовао је у стварању новог монетарног и финансијског система Југославије после Другог светског рата. Био је веома ангажован у струци и објавио је више запажених радова из економске теорије, привредне историје и економске политике.